# Clapton (Studioalbum)
Clapton ist das 18. Studioalbum des britischen Rockmusikers Eric Clapton und erschien am 27. September 2010 unter den Labels Reprise- und Warner Brothers Records. Das Album enthält Coverversionen von Claptons Lieblingssongs von seiner Kindheit bis heute. Nur die Titel Run Back to Your Side und Diamonds Made from Rain wurden für Clapton komponiert und erschienen als Singles.

## Hintergrund
Im Interview zu seiner Veröffentlichung erklärte Clapton, dass er auf dieses Album stolz sei und lange gewartet habe, um einige der auf dem Album enthaltenen Titel aufnehmen zu können. Lieder wie When Somebody Thinks You’re Wonderful und My Very Good Friend the Milkman kenne Clapton seit er 6 Jahre alt war, kommentierte er weiter: „Ich habe sie [die Lieder] schon damals gelernt […], also singe ich sie beim ersten Take [richtig] […]; das ist kein Problem für mich“. Abschließend formuliert Clapton, dass Clapton nicht das ist, was es sein sollte und deshalb besser ist. „Wenn es meine Fans überrascht, tut es dies nur, weil es mich überrascht“.
Es wirkten zahlreiche Gastmusiker mit, darunter J. J. Cale, Sheryl Crow, Derek Trucks, Trombone Shorty, Dan Oestreicher, Wynton Marsalis, Allen Toussaint, Doyle Bramhall II und das London Session Orchestra.

## Titelliste
1. Travelin’ Alone (Melvin Jackson) – 3:56
2. Rocking Chair (Hoagy Carmichael) – 4:04 mit Derek Trucks
3. River Runs Deep (J. J. Cale) – 5:52 mit J.J. Cale
4. Judgement Day (Snooky Pryor) – 3:13
5. How Deep Is the Ocean (Irving Berlin) – 5:29
6. My Very Good Friend the Milkman (Johnny Burke / Harold Spina) – 3:20
7. Can’t Hold Out Much Longer (Walter Jacobs) – 4:08
8. That’s No Way to Get Along (Robert Wilkins) – 6:07 mit J.J. Cale
9. Everything Will Be Alright (Cale) – 3:51 mit J.J. Cale
10. Diamonds Made from Rain (Doyle Bramhall II / Justin Stanlay / Nikka Costa) – 4:22 mit Sheryl Crow
11. When Somebody Thinks You’re Wonderful (Harry Woods) – 2:51 mit Wynton Marsalis
12. Hard Times Blues (Lane Hardin) – 3:45
13. Run Back to Your Side (Clapton / Bramhall II) – 5:17 mit Derek Trucks
14. Autumn Leaves (Joseph Kosma / John Mercer / Jacques Prévert) – 5:40

### Bonustitel
| ericclapton.com Deluxe Limited Edition 1. You Better Watch Yourself Barnes & Noble und Best Buy 1. Take a Little Walk with Me | iTunes 1. I Was Fooled Amazon.com 1. Midnight Hour Blues |

## Rezeption

### Rezensionen
Allmusic-Kritiker Stephen Thomas Erlewine bezeichnete Claptons Werk wie folgt: „er hat sich einfach mal zurückgelehnt, genießt was er spielt und nimmt dabei eins seiner besten Alben auf“. Erlewine gab viereinhalb von fünf möglichen Bewertungseinheiten für das Album. Kritiker von Billboard äußerten sich positiv gegenüber dem Album. Gret Kot von Entertainment Weekly vergab die Note „C“ für Clapton. Kritiker der Los Angeles Times vergaben dreieinhalb von vier möglichen Sternen für das Album. Justin Cober-Lake von popmatters.com bezeichnete die Aufnahmen als „kultiviert“, findet jedoch, dass zu viele „Fehlzündungen“ auf dem Album enthalten seien, um Clapton ein großartiges Album zu machen. Cober-Lake vergab sechs von zehn Punkten. David Fricke von Rolling Stone vergab vier von fünf Sternen.
Das Album erreichte Platz drei der deutschen Albumcharts und blieb insgesamt 15 Wochen in den Charts. In Österreich und der Schweiz belegte es die Plätze fünf und vier. Im Vereinigten Königreich landete das Album den Platz sieben und positionierte sich auf Rang sechs der Billboard 200. Das Album belegte Platz eins der Top-Rock-Album-Charts und Platz neun der Top-Digital-Album-Charts. In Kanada belegte es Rang sieben der Top-Canadian-Album-Charts. Der Song Run Back to Your Side wurde für den Grammy in der Kategorie Best Solo Rock Vocal Performance nominiert.

### Chartplatzierungen
Clapton belegte Platz 3 der  deutschen Albumcharts und blieb 15 Wochen in der Hitparade vertreten. In Österreich belegte das Album Platz 5 der Charts und hielt sich 9 Wochen in der Ö3 Austria Top 40. Auf Platz 4 positionierte sich die Veröffentlichung in der Schweizer Hitparade, in der sich das Album 12 Wochen lang befand. Im Vereinigten Königreich landete das Album auf Platz 7 und blieb 6 Wochen lang in den Albumcharts der Official Charts Company. In den Vereinigten Staaten erreichte Clapton Platz 6 der Billboard 200 und hielt sich 11 Wochen in der Hitparade. Auf Platz 1 fand sich das Album auf der Billboard-Top-Rock-Albums-Charts, in denen es 6 Wochen lang blieb. Auf Rang 3 und 9 konnte sich das Album in den Billboard Tastemaker- und Digital-Albums-Charts platzieren. In Kanada belegte es Rang sieben der Top-Canadian-Album-Charts. Weitere Top-25-Platzierungen belegte Clapton in Frankreich, Niederlande, Belgien, Schweden, Finnland, Norwegen, Dänemark, Italien, Spanien, Neuseeland und Australien. Zum Jahresende positionierte sich das Studioalbum auf Rang 69 der deutschen Albumchart und Platz 72 der European-Top-100-Albums-Charts.
| ChartsChartplatzierungen       | Höchstplatzierung | Wochen |
| ------------------------------ | ----------------- | ------ |
| Deutschland (GfK)              | 3 (15 Wo.)        | 15     |
| Österreich (Ö3)                | 5 (9 Wo.)         | 9      |
| Schweiz (IFPI)                 | 4 (12 Wo.)        | 12     |
| Vereinigte Staaten (Billboard) | 6 (12 Wo.)        | 12     |
| Vereinigtes Königreich (OCC)   | 7 (6 Wo.)         | 6      |

| ChartsJahrescharts (2010) | Platzierung |
| ------------------------- | ----------- |
| Deutschland (GfK)         | 69          |
| Schweiz (IFPI)            | 97          |

### Auszeichnungen für Musikverkäufe
| Land/Region               | Auszeichnungen für Musikverkäufe (Land/Region, Auszeichnung, Verkäufe) | Verkäufe |
| ------------------------- | ---------------------------------------------------------------------- | -------- |
| Brasilien (PMB)           | Gold                                                                   | 20.000   |
| Dänemark (IFPI)           | Gold                                                                   | 20.000   |
| Deutschland (BVMI)        | Gold                                                                   | 100.000  |
| Finnland (IFPI)           | —                                                                      | 8.286    |
| Frankreich (SNEP)         | Gold                                                                   | 50.000   |
| Kanada (MC)               | —                                                                      | 5.100    |
| Polen (ZPAV)              | Gold                                                                   | 10.000   |
| Vereinigte Staaten (RIAA) | —                                                                      | 215.000  |
| Insgesamt                 | 5× Gold ·                                                              | 428.386  |

Hauptartikel: Eric Clapton/Auszeichnungen für Musikverkäufe